# Плато Північна Добруджа
Плато Північна Добруджа або плато Добруджа (рум. Podișul Dobrogei) — плато в східній Румунії, розташоване в регіоні Добруджа (рум. Dobrogea), обмежене з півночі та заходу Дунаєм, зі сходу дельтою Дунаю та Чорним морем.
Його середня висота становить близько 200—300 метрів, найвище в північній частині. Найвищою точкою є пік Цуцюіату (Греці) в горах Мечин, висота якого 467 м.
Через нього з заходу на схід протікають річки Касімча і Тайца. Є кілька озер, у тому числі деякі лагуни, найважливіші з яких Озеро Олтіна, Озеро Буджак, Озеро Мангалія, Озеро Текіргіол, Озеро Сютгйол, Озеро Ташаул і Озеро Разелм.

## Частини
Його основними частинами є:
- Гори Мечин
- Плато Касімча
- Тульчинські пагорби
- Плато Меджидія
- Плато Негру-Воде
- Плато Олтина
- Плато Істрія

На території Болгарії знаходиться південна частина цього гірського плато, відома як Добруджанське плато.